# 第37回アカデミー賞
第37回アカデミー賞（だい37かいアカデミーしょう）は1965年4月5日に発表・授賞式が行われた。司会はボブ・ホープ。

## 候補と受賞の一覧
太字は受賞である。また、以下での人名表記は
1. 作品の日本語公式情報およびAMPAS公式サイトの日本版とWOWOWによる授賞式放送での表記に準ずる。
2. 見当たらない場合はデータベースサイトなどを参考。
3. それでもない場合は英語表記のままとする。

| 作品賞 | 監督賞 |
| --- | --- |
| - 『マイ・フェア・レディ』 – ジャック・ワーナー - 『ベケット』 – ハル・B・ウォリス - 『博士の異常な愛情 または私は如何にして心配するのを止めて水爆を愛するようになったか』 – スタンリー・キューブリック - 『メリー・ポピンズ』 – ウォルト・ディズニー、ビル・ウォルシュ - 『その男ゾルバ』 – マイケル・カコヤニス | - ジョージ・キューカー – 『マイ・フェア・レディ』 - ピーター・グレンヴィル – 『ベケット』 - スタンリー・キューブリック – 『博士の異常な愛情 または私は如何にして心配するのを止めて水爆を愛するようになったか』 - ロバート・スティーヴンソン – 『メリー・ポピンズ』 - マイケル・カコヤニス – 『その男ゾルバ』 |
| 主演男優賞 | 主演女優賞 |
| - レックス・ハリソン – 『マイ・フェア・レディ』 - リチャード・バートン – 『ベケット』 - ピーター・オトゥール – 『ベケット』 - アンソニー・クイン – 『その男ゾルバ』 - ピーター・セラーズ – 『博士の異常な愛情 または私は如何にして心配するのを止めて水爆を愛するようになったか』 | - ジュリー・アンドリュース – 『メリー・ポピンズ』 - アン・バンクロフト – 『女が愛情に渇くとき』 - ソフィア・ローレン – 『ああ結婚』 - デビー・レイノルズ – 『不沈のモリー・ブラウン』 - キム・スタンレー – 『雨の午後の降霊祭』 |
| 助演男優賞 | 助演女優賞 |
| - ピーター・ユスティノフ – 『トプカピ』 - ジョン・ギールグッド – 『ベケット』 - スタンリー・ホロウェイ – 『マイ・フェア・レディ』 - エドモンド・オブライエン – 『五月の七日間』 - リー・トレイシー – 『最後の勝利者』 | - リラ・ケドロヴァ –『その男ゾルバ』 - グラディス・クーパー – 『マイ・フェア・レディ』 - イーディス・エヴァンス – 『ドーヴァーの青い花』 - グレイソン・ホール – 『イグアナの夜』 - アグネス・ムーアヘッド – 『ふるえて眠れ』 |
| 脚本賞 | 脚色賞 |
| - 『がちょうのおやじ』 – S・H・バーネット、ピーター・ストーン、フランク・ターロフ - 『ビートルズがやって来るヤァ!ヤァ!ヤァ!』 – アラン・オーウェン - 『明日に生きる』 – アジェノーレ・インクロッチ、フェリオ・スカルペリ、マリオ・モニチェリ - 『リオの男』 – ジャン＝ポール・ラプノー、マリアンヌ・ムヌーシュキン、ダニエル・ブーランジェ、フィリップ・ド・ブロカ - 『わかれ道』 – オーヴィル・H・ハンプトン、ラファエル・ヘイズ                 | - 『ベケット』 – エドワード・アンハルト - 『博士の異常な愛情 または私は如何にして心配するのを止めて水爆を愛するようになったか』 – スタンリー・キューブリック、テリー・サザーン、ピーター・ジョージ - 『メリー・ポピンズ』 – ビル・ウォルシュ、ドン・ダグラディ - 『マイ・フェア・レディ』 – アラン・ジェイ・ラーナー - 『その男ゾルバ』 – マイケル・カコヤニス |
| 外国語映画賞 | 歌曲賞 |
| - 『昨日・今日・明日』 (イタリア) - Raven's End (スウェーデン) - 『シェルブールの雨傘』 (フランス) - Sallah Shabati (イスラエル) - 『砂の女』 (日本) | - 「チム・チム・チェリー」（『メリー・ポピンズ』） – リチャード・M・シャーマン（作詞・作曲）、ロバート・B・シャーマン（作詞・作曲） - "Dear Heart"（『ニューヨークの恋人』） – ヘンリー・マンシーニ（作曲）、ジェイ・リビングストン（作詞）、レイ・エバンズ (作詞) - "Hush, Hush, Sweet Charlotte"（『ふるえて眠れ』） – フランク・デ・ヴォール（作曲）、マック・デヴィッド (作詞) - "My King of Town"（『七人の愚連隊』） – ジミー・ヴァン・ヒューゼン（作曲）、サミー・カーン (作詞) - "Where Love Has Gone"（『愛よいずこへ』） – ジミー・ヴァン・ヒューゼン（作曲）、サミー・カーン（作詞） |
| 長編ドキュメンタリー映画賞 | 短編ドキュメンタリー映画賞 |
| - 『太陽のとどかぬ世界』 - The Finest Hours - Four Days in November - The Human Dutch - 14-18 | - Nine from Little Rock - Breaking the Habit - Children Without - Eskimo Artist: Kenojuak - 140 Days Under the World |
| 短編実写映画賞 | 短編アニメ映画賞 |
| - Casals Conducts: 1964 - Help! My Snowman's Burning Down - The Legend of Jimmy Blue Eyes | - The Pink Phink - Christmas Cracker - How to Avoid Friendship - Nudnik #2 |
| 作曲賞 | 編曲賞 |
| - 『メリー・ポピンズ』 – リチャード・M・シャーマン、ロバート・B・シャーマン - 『ベケット』 – ローレンス・ローゼンタール - 『ふるえて眠れ』 – フランク・デ・ヴォール - 『ローマ帝国の滅亡』 – ディミトリ・ティオムキン - 『ピンクの豹』 – ヘンリー・マンシーニ | - 『マイ・フェア・レディ』 – アンドレ・プレヴィン - 『ビートルズがやって来るヤァ!ヤァ!ヤァ!』 – ジョージ・マーティン - 『メリー・ポピンズ』 – アーウィン・コスタル - 『七人の愚連隊』 – ネルソン・リドル - 『不沈のモリー・ブラウン』 – ロバート・アームブラスター、レオ・アーノルド、ジャック・エリオット、ジャック・ヘイズ、カルヴィン・ジャクソン、レオ・シューケン |
| 音響編集賞 | 録音賞 |
| - 『007 ゴールドフィンガー』 – ノーマン・ワンストール - 『若さでブッ飛ばせ!』 – ロバート・L・ブラットン | - 『マイ・フェア・レディ』 – ジョージ・グローヴス - 『がちょうのおやじ』 – ウォルドン・O・ワトソン - 『ベケット』 – ジョン・コックス - 『メリー・ポピンズ』 – ロバート・O・クック - 『不沈のモリー・ブラウン』 – フランクリン・ミルトン |
| 美術賞 (白黒) | 美術賞 (カラー) |
| - 『その男ゾルバ』 – Vassilis Photopoulos（美術・装置） - 『ふるえて眠れ』 – ウィリアム・グラスゴー（美術）、ラファエル・ブレトン - 『五月の七日間』 – ケーリー・オデール（美術）、エドワード・G・ボイル (装置) - 『卑怯者の勲章』 – ジョージ・W・デイヴィス（美術）、ハンス・ピーターズ（美術）、エリオット・スコット (美術)、ヘンリー・グレイス（装置）、ロバート・R・ベントン (装置) - 『イグアナの夜』 – スティーブン・グリムズ（美術・装置） | - 『マイ・フェア・レディ』 – ジーン・アレン（美術）、セシル・ビートン（美術）、ジョージ・ジェイムズ・ホプキンス（装置） - 『ベケット』 – ジョン・ブライアン（美術）、モーリス・カーター（美術）、パトリック・マクラクラン（装置）、ロバート・カートライト (装置) - 『メリー・ポピンズ』 – キャロル・クラーク（美術）、ウィリアム・H・トゥントク（美術）、エミール・クーリ (装置)、ハル・ガスマン (装置) - 『不沈のモリー・ブラウン』 – ジョージ・W・デイヴィス（美術）、プレストン・エイムズ (美術)、ヘンリー・グレイス (装置)、ヒュー・ハント（装置） - 『何という行き方!』 – ジャック・マーティン・スミス（美術）、テッド・ハワース（美術）、ウォルター・M・スコット（装置）、スチュアート・A・レイス（装置） |
| 撮影賞 (白黒) | 撮影賞 (カラー) |
| - 『その男ゾルバ』 – ウォルター・ラサリー - 『ふるえて眠れ』 – ジョセフ・バイロック - 『不時着』 – ミルトン・クラスナー - 『卑怯者の勲章』 – フィリップ・H・ラスロップ - 『イグアナの夜』 – ガブリエル・フィゲロア | - 『マイ・フェア・レディ』 – ハリー・ストラドリング - 『ベケット』 – ジェフリー・アンスワース - 『シャイアン』 – ウィリアム・H・クローシア - 『メリー・ポピンズ』 – エドワード・コールマン - 『不沈のモリー・ブラウン』 – ダニエル・L・ファップ |
| 衣裳デザイン賞 (白黒) | 衣裳デザイン賞 (カラー) |
| - 『イグアナの夜』 – ドロシー・ジーキンス - 『禁じられた家』 – イーディス・ヘッド - 『ふるえて眠れ』 – ノーマ・コック - 『彼氏はトップレディ』 – ハワード・シュープ - 『訪れ』 – レネ・ヒューバート | - 『マイ・フェア・レディ』 – セシル・ビートン - 『ベケット』 – マーガレット・ファース - 『メリー・ポピンズ』 – トニー・ウォルトン - 『不沈のモリー・ブラウン』 – モートン・ハック - 『何という行き方!』 – イーディス・ヘッド、モス・メイブリー |
| 編集賞 | 視覚効果賞 |
| - 『メリー・ポピンズ』 – コットン・ウォーバートン - 『ふるえて眠れ』 – マイケル・ルチアーノ - 『ベケット』 – アン・V・コーツ - 『がちょうのおやじ』 – テッド・J・ケント - 『マイ・フェア・レディ』 – ウィリアム・ジーグラー | - 『メリー・ポピンズ』 – ピーター・エレンショウ、ハミルトン・ラスク、ユースタス・ライセット - 『ラオ博士の7つの顔』 – ジム・ダンフォース |

### アカデミー名誉賞
- ウィリアム・タトル

### プレゼンター
| プレゼンター                 | 賞                              |
| ---------------------------- | ------------------------------- |
| エリザベス・アシュリー       | 美術賞                          |
| マクドナルド・キャリー       | 美術賞                          |
| フレッド・アステア           | 歌曲賞                          |
| クラウディア・カルディナーレ | 音響編集賞 録音賞               |
| アンジー・ディキンソン       | 音響編集賞 録音賞               |
| スティーブ・マックイーン     | 音響編集賞 録音賞               |
| リチャード・チェンバレン     | 編集賞                          |
| ヴィンス・エドワーズ         | 編集賞                          |
| ジョーン・クロフォード       | 監督賞                          |
| アラン・ドロン               | 視覚効果賞                      |
| ジミー・デュランテ           | ドキュメンタリー映画賞          |
| マーサ・レイ                 | ドキュメンタリー映画賞          |
| アンソニー・フランシオサ     | 科学技術賞                      |
| グリア・ガースン             | 衣裳デザイン賞                  |
| ディック・ヴァン・ダイク     | 衣裳デザイン賞                  |
| レックス・ハリソン           | 外国語映画賞                    |
| オードリー・ヘプバーン       | 主演男優賞                      |
| ロック・ハドソン             | 衣裳デザイン賞                  |
| ジーン・シモンズ             | 衣裳デザイン賞                  |
| デボラ・カー                 | 脚本賞 脚色賞                   |
| アンジェラ・ランズベリー     | 助演男優賞                      |
| カール・マルデン             | 助演女優賞                      |
| マール・オベロン             | 短編実写映画賞 短編アニメ映画賞 |
| グレゴリー・ペック           | 作品賞                          |
| シドニー・ポワチエ           | 主演女優賞                      |
| デビー・レイノルズ           | 作曲賞 編曲賞                   |
| ロザリンド・ラッセル         | 名誉賞                          |

### 統計
| 複数候補: - 13 候補: 『メリー・ポピンズ』 - 12 候補: 『ベケット』、『マイ・フェア・レディ』 - 7 候補: 『ふるえて眠れ』、『その男ゾルバ』 - 6 候補: 『不沈のモリー・ブラウン』 - 4 候補: 『博士の異常な愛情 または私は如何にして心配するのを止めて水爆を愛するようになったか』、『イグアナの夜』 - 3 候補: 『がちょうのおやじ』 - 2 候補: 『卑怯者の勲章』、『七人の愚連隊』、『五月の七日間』、『何という行き方!』、『ビートルズがやって来るヤァ!ヤァ!ヤァ! 』 | 複数受賞. - 8 受賞: 『マイ・フェア・レディ』 - 5 受賞: 『メリー・ポピンズ』 - 3 受賞: 『その男ゾルバ』 |